# أنكلستوما برازيلية
 الأنكلستوما البرازيلية (بالإنجليزية: Ancylostoma braziliense)‏ هي نوع من جنس الأنكلوستوما. يمكن أن تسبب داء اليرقة الجلدية المهاجرة (Cutaneous larva migrans).